# Richtlinien für die Anlage von Straßen – Linienführung
Die Richtlinien für die Anlage von Straßen – Teil: Linienführung (kurz RAS-L) waren ein in Deutschland gültiges technisches Regelwerk, welches 2012 durch die Richtlinien für die Anlage von Landstraßen (kurz RAL) abgelöst wurde. Die RAS-L wurden im November 1995 vom Bundesministerium für Verkehr veröffentlicht. Damit wurden die bis zu diesem Zeitpunkt gültigen RAS-L-1 (Elemente der Linienführung) und RAL-L-2 (Räumliche Linienführung) aus dem Jahr 1984 bzw. 1970 ersetzt. Die RAS-L wurde von der Forschungsgesellschaft für Straßen- und Verkehrswesen in Köln herausgegeben.
In dem Regelwerk wurde die Linienführung (also den Verlauf der Straße im Lageplan, bezogen auf die Achse) und die Gradiente (im Höhenplan, auch Längsschnitt genannt) behandelt. Des Weiteren wurden darin Entwurfselemente des Querschnitts (siehe auch RAS-Q) für die Anlage von Autobahnen und Landstraßen, d. h. anbaufreier Straßen außerhalb und innerhalb bebauter Gebiete, entsprechend der Einordnung von Straßen in die Straßenkategorien A I bis A VI und B I und B II gemäß RAS-N definiert.

## Inhalt
Das Regelwerk besteht aus neun Abschnitten und zehn Anhängen. Abschnitt eins dient als Einführung in die Richtlinie. Planungsablauf und Entwurfsstufen werden im Abschnitt zwei erläutert. Die maßgebenden Geschwindigkeiten, also die Entwurfsgeschwindigkeit ve und Geschwindigkeit v85 (siehe auch Geschwindigkeit (Verkehrsplanung)) werden im dritten Abschnitt definiert. Die Abschnitte vier und fünf legen die Entwurfselemente in Lage und Höhe fest. Das Ergebnis, also die räumliche Linienführung, wird in Abschnitt sechs beschrieben. In den Abschnitten sieben und acht werden die Entwurfselemente im Querschnitt und der Sicht geregelt. Abschnitt neun dient als Zusammenfassung der vorher genannten Abschnitte.

## Anwendung
Mit der Einführung der RAS-L wurde das Anwendungsgebiet auf anbaufreien Straßen (sowohl Landstraßen als auch Autobahnen) festgelegt. Seit Juni 2008 ist die RAS-L in ihrer Gültigkeit eingeschränkt und ist noch für Landstraßen anzuwenden. Für Autobahnen wurden zu diesem Zeitpunkt die Richtlinien für die Anlage von Autobahnen (kurz RAA) eingeführt. Im Jahr 2012 wurde die RAS-L durch die Richtlinien für die Anlage von Landstraßen (kurz RAL) ersetzt, um neue Erkenntnisse und Entwicklungen in das Regelwerk einfließen zu lassen.
Keine Geltung besaß die RAS-L für angebaute oder anbaufähige Straßen (so genannte Stadtstraßen). Für die Stadtstraßen erschienen im Juni 2007 die Richtlinien für die Anlage von Stadtstraßen (kurz RASt) als Nachfolger der Empfehlungen für die Anlage von Hauptverkehrsstraßen (kurz EAHV) und Erschließungsstraßen (kurz EAE). Die RASt gilt für die neuen Straßenkategorien VS, HS und ES der Richtlinien für integrierte Netzgestaltung (kurz RIN), die in etwa den bisherigen RAS-N-Kategorien C, D und E entsprechen.